# ليا أهلبورن
كانت ليا فريدريكا أهلبورن (ولدت في لوندغرين) (18 فبراير 1826 - 13 نوفمبر 1897) فنانة سويدية مشهورة وحائزة على أوسمة.  كانت عضوًا في الأكاديمية الملكية السويدية للفنون، وأول امرأة يتم تعيينها في صناعة الطباعة الملكية. تم اعتبار منصب صانع المطبوعات الملكي مكتبًا عامًا، مما جعلها أول امرأة رسمية أو موظفة في السويد. 
كانت ابنة لودفيج لوندغرين، والفنانة ريبيكا جوانا سالمسون. قررت ليا أهلبورن في وقت مبكر لمتابعة والدها في مهنته. وفي عام 1849، أصبحت هي وأماليا ليندغرين، وجانيت مولير، وأغنيس بورجيسون، واحدة من أربع نساء حصلن على إذن خاص لدراسة الفن في الأكاديمية الملكية السويدية للفنون، التي لم تكن بعد مفتوحة رسميا للطلاب، على الرغم من أن الطالبات قبلت بإعفاء خاص. 
في عام 1851، قدمت دراسة لرحلة إلى باريس مع معلمتها كارل جوستاف فرنستروم (1810-1867) وشقيقها بهر هنريك، حيث عملت مع النحات توسان، وبرينتمكر بري وخالها، مصمم الميدالية يوهان سالمسون.

## معرض صور

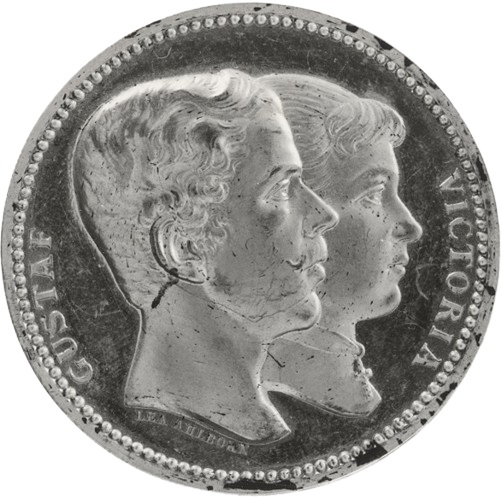
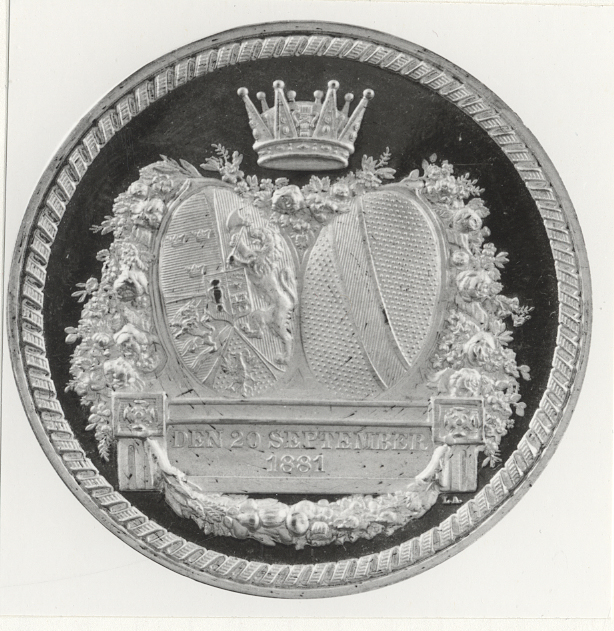
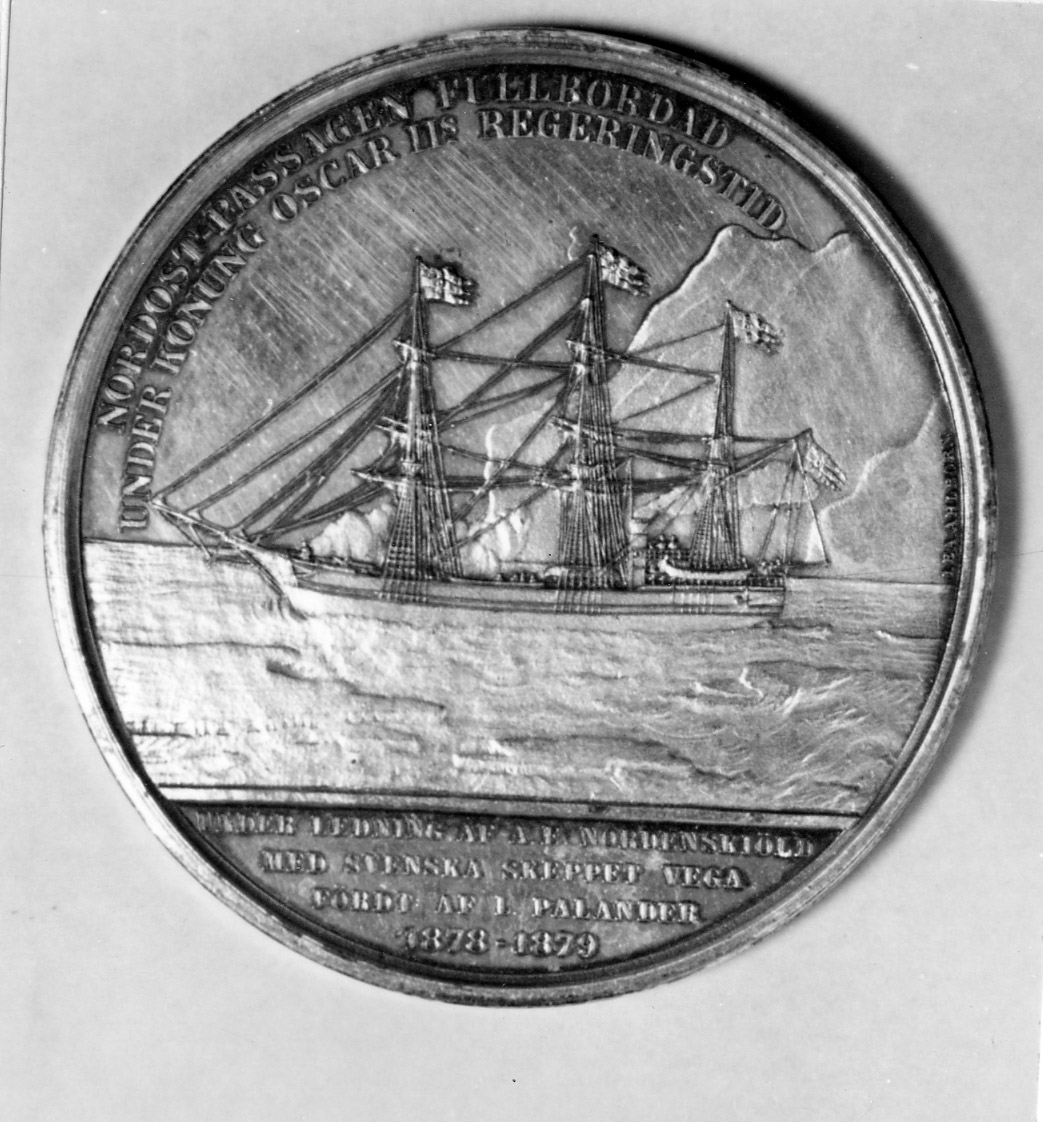
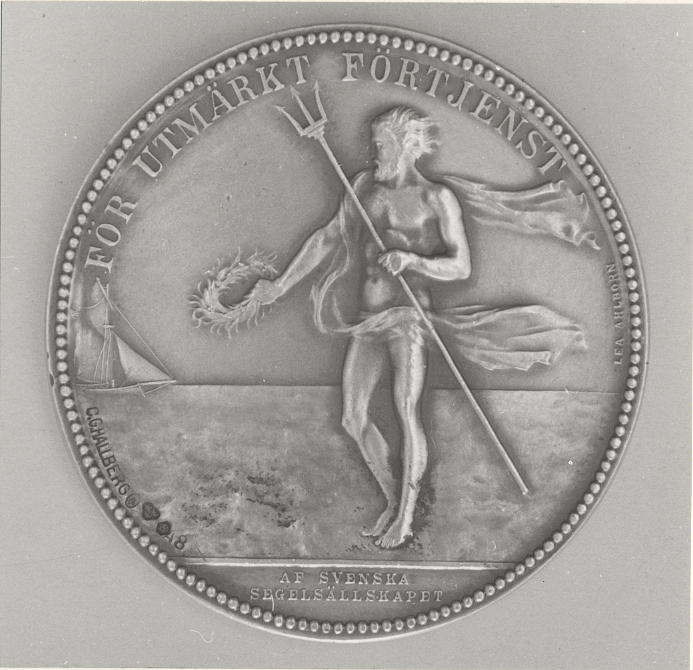
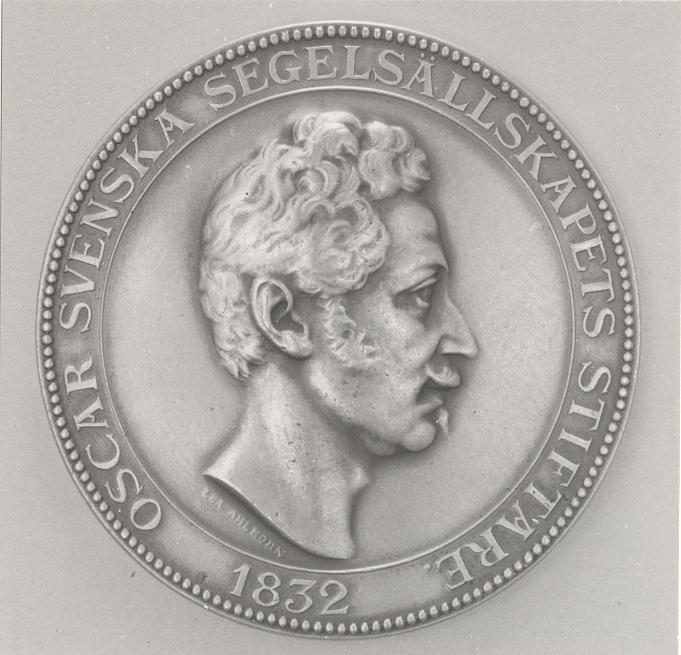
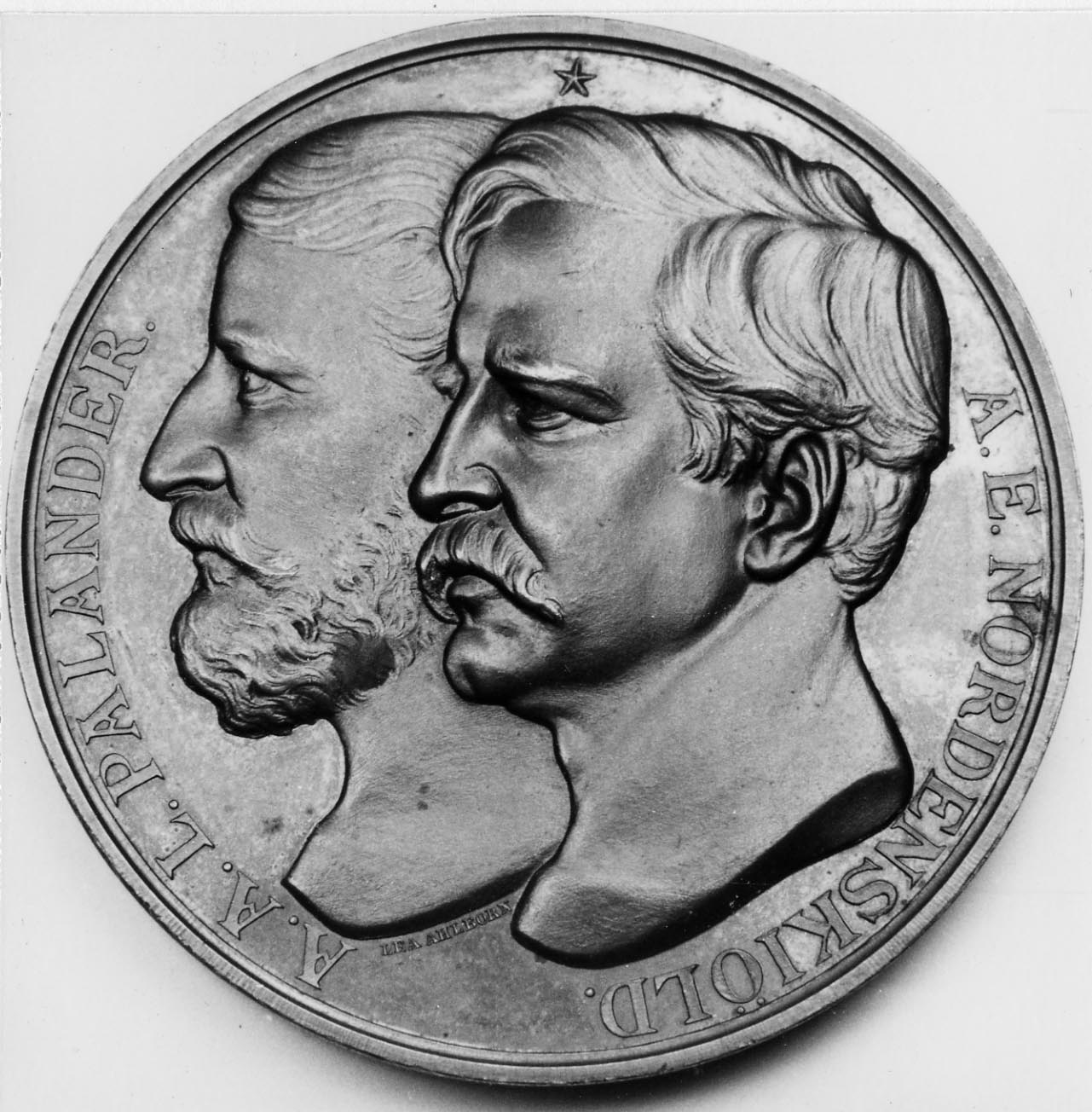